# Буров, Николай Витальевич
Николай Витальевич Буров (род. 12 февраля 1953) — советский, российский актёр и общественный деятель, директор Санкт-Петербургского государственного бюджетного учреждения культуры «Государственный музей-памятник „Исаакиевский собор“» в 2008—2017 годах. Народный артист Российской Федерации (2001).

## Биография
Родился в Ленинграде (ныне Санкт-Петербург) 12 февраля 1953 года.
В 1965 году поступил в Театр юношеского творчества (ТЮТ) при Ленинградском дворце пионеров, где занимался под руководством Матвея Дубровина до 1970 года.
В 1970 год — закончил 342-ю среднюю школу и поступил в Ленинградский институт театра, музыки и кинематографии (1970—1974 гг.) на курс Т. Г. Сойниковой, ученицы К. С. Станиславского. Среди педагогов — К. В. Куракина, последняя выпускница Смольного института, И. Э. Кох — основоположник техники сценического движения, академик Л. И. Гительман — крупнейший специалист по истории западноевропейского театра и др. Во время учёбы сыграл в Учебном театре Института три центральные роли в спектаклях по пьесам Чехова, Симонова, Дюрренматта. Был бойцом студенческих стройотрядов в Мурманске, Джанкое.
1973 год — по творческой путевке Центрального дома Советской армии совершил концертную поездку по армейским частям Средне-Азиатского военного округа на границе с Китаем.
1974 год — был приглашен в Ленинградский Государственный ТЮЗ в труппу народного артиста РСФСР З. Я. Корогодского.
1975 год — проходил срочную службу в армии (части Ленинградского военного округа). Создал при Выборгском Доме офицеров детскую театральную студию.
Ноябрь 1975 — ноябрь 1978 гг. — вновь работал в Ленинградском ТЮЗе и преподавал актёрское мастерство на курсе профессора З. Я. Корогодского.
Сыграл в 15 спектаклях, среди которых главные роли в спектаклях «Борис Годунов» (в 23 года), «Хозяин» (Алексей Пешков), «Бемби» (Вожак), «Месс-Менд» (Артур), «Тени» (Бобырев), «Остановите Малахова» (Малахов).
1976 и 1977 гг. — участвовал в больших шефских творческих поездках театра на строящуюся Саяно-Шушенскую ГЭС.
Ноябрь 1978 — январь 2005 — актёр Государственного академического театра драмы им. А. С. Пушкина (Александринский). Наиболее активный период работы и на ленинградском — петербургском радио и телевидении, в кино (роли в десятках радио и теле-спектаклях, ведение цикловых передач детской, литературно-драматической и учебной редакций). Вместе с творческой — активная общественная и воспитательная работа в частях ЛенВО, ПТУ города, трудовых коллективах ПО «Звезда» и «Атоммаш».
За годы работы в Александринском театре сыграл более чем в тридцати спектаклях. Наиболее любимыми зрителями и положительно отмеченными критиками стали роли Збышко («Мораль пани Дульской»), Колчина («Ночь в купе»), Георгия («Над светлой водой»), Автора («А существует ли любовь? — спрашивают пожарные»), Мелузова («Таланты и поклонники»), Эдвара («Маленький вокзальчик в цветах»), Александра Невского («Александр Невский»), Риппафрата («Хозяйка гостиницы»), Дон Жуана («Дон Жуан» Ж.-Б. Мольера), Хиггинса («Пигмалион»).
В тот же период активно сотрудничал с Академическим театром оперы и балета им. Кирова — Мариинский театр. (Чтец в балете А.Петрова «Пушкин»); театром Эстрады (Мишель, «Ужасные родители» Жана Кокто), хором Академической Капеллы и оркестрами (п/у Ю. Темирканова и п/у А.Дмитриева) Академической Филармонии Санкт-Петербурга, (проекты «Пушкин» и «Иван Грозный»), польским композитором Кшиштофом Пендерецким («Семь врат Ершалаима»).
Участвовал в зарубежных гастролях в Италии, Польше, Японии, Латвии, Чехии, Эстонии, Азербайджане. Армении, США.
С 1980 года — член Союза театральных деятелей России (СТД-ВТО).
1985 год — избран депутатом Ленгорсовета (19 созыв. Комиссия по культуре.)
С 1986 года — регулярно совершал лекторские поездки по линии Общества «Знание» в отдаленные районы Сибири и Дальнего Востока, Заполярья (темы: «Первый российский театр» и «Пушкин и театр»).
С 1993 года — член бюро Правления Санкт-Петербургского отделения СТД РФ.
2001—2005 гг. — Председатель правления Санкт-Петербургского отделения СТД РФ.
2001—2005 гг. — Председатель Оргкомитета высшей театральной премии Санкт-Петербурга «Золотой Софит», с 2009 г. — Председатель Номинационного совета.
В 2004 году основал Благотворительный культурный фонд «Александринский».
Январь 2005 — 3 июня 2008 года — председатель Комитета по культуре Правительства Санкт-Петербурга. Действительный Государственный Советник Санкт-Петербурга III класса. Представлял культуру города на Международных форумах в США, Китае, Японии, Италии, Германии, Республике Корее, Польше, Франции, Азербайджане, Армении, Чехии, Литве, Эстонии. Украине, Австрии, Финляндии, Израиле, Ирландии, Исландии, Норвегии.
В 2008 году закончил Северо-Западную Академию государственной службы.
С 3 июня 2008 года по 1 июня 2017 года — директор музея-памятника «Исаакиевский собор», в состав которого, кроме собственно Исаакиевского собора входят, храм Спаса на Крови и ризница храма Воскресения Христова. Председатель Ученого Совета Музея, координатор работы с учащейся молодёжью. Профессор Санкт-Петербургского Государственного института культуры и искусств и Санкт-Петербургского Государственного университета профсоюзов. 1 июня 2017 года покинул свой пост в связи предполагавшейся передачей Исаакиевского собора РПЦ.
В 2009—2015 гг. председатель Общественной палаты Санкт-Петербурга (член президиума Общественной палаты Санкт-Петербурга — с 2001 года по настоящее время). В 2005—2014 гг. — член Топонимической комиссии Санкт-Петербурга, первый заместитель председателя комиссии в 2005—2008 гг.
Советник губернатора Санкт-Петербурга. Член Общественной палаты Санкт‑Петербурга.
Доверенное лицо президента России Владимира Путина
Постоянный автор публикаций в Санкт-Петербургских журналах.
Автор идеи и ведущий цикла документальных фильмов «Соборы Санкт-Петербурга. Знаки эпох. Дорога к храму» (2009 г.), ведущий циклов «Другие Романовы»
(2019—2021 гг.) о некоронованных членах императорской династии Романовых, «Невский ковчег. Теория невозможного» (с 2021 г.) о гениальных, одержимых людях, чья жизнь связана с Санкт-Петербургом.
Автор монографий «Музей и личность»
, «Педагогическая культурология музейной деятельности», «Педагогика культурно-образовательной среды», «Культура созидания» в соавторстве с М. А. Ариарским.
Председатель Попечительского совета российского колледжа традиционной культуры (экспериментальная площадка Российской академии образования), член Попечительских советов Городского дворца творчества юных фестивалей детей с ограниченными возможностями, президент (с момента основания) Международного фестиваля христианского кино «Невский благовест».
Почётный профессор Санкт-Петербургской консерватории им. Николая Римского-Корсакова (2024).

### Общественная позиция
В марте 2014 года Буров поддержал аннексию Крыма, подписал письмо президенту России Владимиру Путину в поддержку аннексии.

## Роли в театре
- Вагин («Дети солнца» М. Горького, 1980 г.)
- Доктор Львов («Иванов» А. П. Чехова, 1980 г.)
- Мелузов («Таланты и поклонники» А. Н. Островского, 1981 г.)
- Мишель («Ужасные родители» Ж. Кокто, постановка Г. Егорова в Ленинградском государственном театре эстрады, 1981 г.)
- Борцов («На большой дороге» А. П. Чехова, 1982 г.)
- Кротких («Васса Железнова» А. М. Горького, 1984 г.)
- Дон Хуан («Много шуму из ничего» Уильяма Шекспира, 1985 г.)
- Швабрин («Капитанская дочка» А. С. Пушкина, 1986 г.)
- Филлург («Лисистрата» Аристофана, 1989 г.)
- Александр Невский («Александр Невский» В. Белова, 1990 г.)
- Кавалер ди Риппафрата («Хозяйка гостиницы» Карло Гольдони, 1992 г.)
- Глаголев-сын («Платонов» А. П. Чехова, 1994 г.)
- Поликсен («Зимняя сказка» Уильяма Шекспира, 1995 г.)
- Лорд Дарлингтон («Веер леди Уиндермир» Оскара Уайльда, 1998 г.)
- Басманов («Борис Годунов» А. С. Пушкина, 1999 г.)
- Дон Жуан («Дон Жуан» Ж. Б. Мольера, 2000 г.)
- Почтмейстер («Ревизор» Н. В. Гоголя, 2002 г.)
- Казарин («Маскарад» М. Ю. Лермонтова, 2004 г.)
- Профессор Хиггинс («Пигмалион» Бернарда Шоу) (1996 г.)

## Фильмография
- 2021—2024 — Невский ковчег. Теория невозможного (документальный цикл) — ведущий, рассказчик
- 2019—2020 — Другие Романовы (документальный цикл) — ведущий, рассказчик
- 2012 — Военная разведка. Первый удар — академик Александр Петрович Саров (фильм 1-й «Спасти академика»)
- 2010 — Врач — Евгений Макагон, президент фирмы «Гермес»
- 2010 — Агент особого назначения — Васютин
- 2010 — Истина для Платона (1 фильм)
- 2006 — Свой-чужой — Арцибашев
- 2006 — Ментовские войны-3 — Стогов Виктор Владимирович (Фильм 2. «Образ врага»)
- 2006 — Жизнь и смерть Лёньки Пантелеева — Мессинг, «Большой начальник»
- 2005 — Ревизор (фильм-спектакль) — Почтмейстер
- 2005 — Мастер и Маргарита (1, 2, 9 серии) — Арчибальд Арчибальдович, метрдотель Грибоедовского ресторана
- 2005 — Королевство кривых… (с 1 по 8 серию) — Сергей Петрович, полковник МВД
- 2004 — Чудная долина
- 2004 — Винтовая лестница — Сергей Зубров, полковник
- 2003 — Не ссорьтесь, девочки! — Шестакович
- 2003 — Как в старом детективе — Вадим
- 2002 — Пейзаж с убийством — Николай Николаевич
- 2002 — Крот 2 — губернатор Сибирска Жилин (11 серия) (нет в титрах)
- 2002 — Время любить —
- 2000 — 2001 — Убойная сила-2 — Савельев, президент футбольного клуба «Зенит» (серия «Вне игры»)
- 2001 — Агентство НЛС (7 серия) — Эдуард Владимирович Выхин, депутат
- 2001 — Memorabilia. Собрания памятных вещей
- 2001—2004 — Чёрный ворон — Владлен Большов, режиссёр
- 2000 — Бандитский Петербург. Фильм 2. Адвокат — Пётр Валентинович
- 1997—1998 — Улицы разбитых фонарей — Анатолий Игоревич Небранский, следователь (серия «Ля-Ля фа») (в титрах указан как Незнамский)
- 1993 — Роман императора — Александр II
- 1993 — Конь белый — Грудин, капитан
- 1993 — Предательство (3 серия) — капитан
- 1993 — Суд божий (сериал) (6 серия)
- 1993 — Перетерпевшие до конца (8 серия)
- 1992 — Удачи Вам, господа — пилот
- 1992 — Лестница света —
- 1989 — То мужчина, то женщина —
- 1989 — В ожидании Элизабет (фильм-спектакль) — кюре
- 1988 — Опасный человек — Николай Иванович, главный инженер
- 1986 — Прорыв — Бутусов, инструктор обкома партии
- 1985 — Семь крестиков в записной книжке (фильм-спектакль) —
- 1982 — Предисловие к битве — Тельцов
- 1981—1982 — Красные колокола — Михаил Терещенко
- 1979 — По данным уголовного розыска — Орлов
- 1979 — Крутой поворот — эксперт

## Озвучивание
- 2018 — Щелкунчик и четыре королевства (США) — Дроссельмейер
- 2018 — Лоро (Италия, Франция) — Сильвио Берлускони
- 2018 — Кристофер Робин (США) — старик Уинслоу
- 2002 — Городок (№94 «Городок под градусом») — диктор по радио
- 2002 — Люди в чёрном 2 (США)
- 2002 — Гангстеры (Франция, Бельгия)
- 2001 — Что могло быть хуже? (США)
- 2001 — Пёрл-Харбор (США)
- 2001 — Любовь зла (США, Германия)
- 2001 — Из ада (США, Великобритания, Чехия)
- 2001 — Эволюция (США)
- 2001 — Видок (Франция)
- 2001 — Атлантида: Затерянный мир (США, анимационный) — капитан Рурк
- 2000 — Радиоволна (США)
- 2000 — Патриот (США, Германия)
- 2000 — Шестой элемент (Канада, Германия) — Ричард «Дик» Членс (Лесли Нильсен)
- 2000 — Неуязвимый (США) — Дэвид Данн (Брюс Уиллис)
- 2000 — Эрин Брокович (США)
- 2000 — Ватель (Франция, Великобритания, Бельгия)
- 1999 — Тринадцатый воин (США) — Владимир Кулич
- 1999 — Сбежавшая невеста (США)
- 1999 — История игрушек 2 (США, анимационный) — Император Зург
- 1999 — Жанна д’Арк (Франция)
- 1999 — 8 миллиметров (США, Германия)
- 1999 — Бриллиантовый полицейский (Германия, США)
- 1999 — Большой папа (США)
- 1998 — Честная куртизанка (США)
- 1998 — Приключения Флика (США, анимационный) — Хоппер
- 1998 — Мулан (мультфильм) (США) — Шань-Ю
- 1998 — Могучий Джо Янг (США)
- 1998 — Дикость (США)
- 1998 — Глаза змеи (США)
- 1998 — Враг государства (США)
- 1998 — Армагеддон (США)
- 1997 — Геркулес (США) — Аид
- 1997 — Титаник (США)
- 1997 — Самолёт президента (США, Германия)
- 1997 ― Авария (США) ― шериф Бойд
- 1997 — Один дома 3 (США)
- 1997 — Миледи (Аргентина)
- 1997 — Лучше не бывает (США)
- 1997 — Звёздный десант (США)
- 1996 — Смерч (США)
- 1996 — 101 Далматинец
- 1994 — Патруль времени (США, Япония)
- 1994 — Месть мертвеца (США)
- 1993 — Скалолаз (США) ― Эрик (Джон Литгоу)
- 1992 — Рэкет — Сабур (роль Виктора Мережко)
- 1992 — Непрощённый (США) — Уильям «Билл» Манни (Клинт Иствуд)
- 1985 — Спрут-2 (Великобритания, Италия, Франция) — все мужские роли, озвучено для ТВ3[10]
- 1984—1993 — Санта-Барбара (телесериал) (США)[10]
- 1978—1991 — Даллас (телесериал) (Канада, США)[10]

## Награды
- Диплом Всероссийского Театрального Общества за победу в конкурсе творческой молодёжи Ленинграда (1980),
- Грамота Министра Внутренних дел СССР «За профилактику подростковой преступности» (1982),
- Заслуженный артист РСФСР (1985),
- Медаль «300 лет Российского флота» (1993),
- медаль Жукова (1995),
- Народный артист Российской Федерации (2001),
- Медаль «В память 300-летия Санкт-Петербурга» (2003),
- Медаль «200 лет МВД России» (2003),
- Знак «За гуманизацию школы Санкт-Петербурга» (2003),
- Медаль «1000 лет Казани»,
- Орден Почёта (29 мая 2006)[11],
- «Заслуженный деятель Культуры Республики Польша» (2006),
- Степень Доктора бизнес-администрирования (2006) и звание полного профессора (2007) Международного Университета Фундаментального обучения в области Театра, Музыки и Кинематографии.
- Офицерский крест Ордена Заслуг перед Республикой Польша (1 февраля 2011)[12],
- С 2006 по 2014 годы награждён: медалью МВД РФ «За содействие», Министерства Обороны РФ «За укрепление боевого содружества», высшей наградой Санкт-Петербурга — почетным знаком «За заслуги перед Санкт-Петербургом», «За гуманизацию школы», медалями Гагарина, Есенина, серебряным знаком Министерства Культуры и Массовых коммуникаций «За вклад в развитие отечественной культуры», Грамотами Губернатора, Управления делами Президента, различных министерств и ведомств,
- В 2008—2010 гг. награждён Орденом св. кн. Владимира III степени, двумя серебряными медалями ап. Петра и почетным знаком св. Татьяны Русской Православной Церкви степени «Наставник молодежи» за многолетнюю просветительскую и социальную деятельность,
- Специальный приз конкурса «Музейный Олимп» «За выдающийся вклад в развитие музейного дела в Санкт-Петербурге» (2015)